# Калач, Аслы
Аслы Калач (тур. Aslı Kalaç; род. 13 декабря 1995, Стамбул, Турция) — турецкая волейболистка, центральная блокирующая.

## Биография
Начала заниматься волейболом в 9-летнем возрасте в Стамбуле при ВК «Йешилъюрт», а с 2009 на протяжении двух сезонов играла за юниорскую команду спортивной школы Турецкой федерации волейбола. С 2011 года выступала за стамбульские клубы «Йешилъюрт», «Галатасарай» и «Тюрк Хава Йоллары», а в 2022 заключила контракт с ВК «Фенербахче», с которым стала чемпионкой Турции.
В 2011—2017 выступала за юниорскую и молодёжные сборные Турции, в составе которых 4 раза выигрывала «золото» чемпионатов мира и Европы. В 2013 году в 17-летнем возрасте дебютировала в национальной сборной Турции, с которой приняла участие в Гран-при. В национальной команде Калач выступает с перерывами и за последующее десятилетие в её составе смогла стать чемпионкой Европейских игр, призёром Средиземноморских игр, чемпионкой Лиги наций 2023, чемпионкой Европы 2023 и бронзовым призёром Евро-2021.

### Клубная карьера
- 2009—2011 —  «ТВФ Спор Лисеси» (Анкара);
- 2011—2013 —  «Йешилъюрт» (Стамбул);
- 2013—2020 —  «Галатасарай» (Стамбул);
- 2020—2022 —  «Тюрк Хава Йоллары» (Стамбул);
- с 2022 —  «Фенербахче» (Стамбул).

## Достижения

### С клубами
- двукратная чемпионка Турции — 2023, 2024;
  - двукратный серебряный (2017, 2025) и бронзовый (2021) призёр чемпионатов Турции.
- двукратный победитель розыгрышей Кубка Турции — 2024, 2025;
  - серебряный призёр Кубка Турции 2023.
- обладатель Суперкубка Турции 2022.

- серебряный призёр розыгрыша Кубка Европейской конфедерации волейбола 2016.

### Со сборными Турции
- победитель Лиги наций 2023;
  - бронзовый призёр Лиги наций 2021.
- чемпионка Европы 2023.
- чемпионка Европейских игр 2015.
- бронзовый призёр Средиземноморских игр 2018.
- чемпионка мира среди старших молодёжных команд 2017.
- чемпионка Европы среди молодёжных команд 2012.
- чемпионка мира среди девушек 2011.
- чемпионка Европы среди девушек 2011.
- бронзовый призёр Европейского юношеского олимпийского фестиваля 2011.